# Georgia on My Mind
"Georgia on My Mind" là tên một bài hát jazz của Hoagy Carmichael và Stuart Gorrell. Tuy nhiên, bản thu nổi tiếng nhất của ca khúc là bởi Ray Charles, một người Georgia chính cống, cho album năm 1960 của ông mang tên The Genius Hits the Road. Nhờ bản thu của Ray Charles mà bài hát có vinh dự trở thành bài hát chính thức của bang Georgia của Hoa Kỳ năm 1979. Đây cũng là bài hát nổi bật nhất gắn liền sự nghiệp của ông.

## Nội dung
Bài hát được viết năm 1930 bởi Hoagy Carmichael (phần nhạc) và Stuart Gorrell (viết lời). Gorrell viết bài hát cho em gái tên Georgia Carmichael của Hoagy. Tuy nhiên lời bài hát khá mơ hồ, có thể hiểu phần lời nói đến một phụ nữ tên Georgia hay tiểu bang Georgia. Trong tự truyện năm 1965 của Carmichael, Sometimes I Wonder, có ghi rằng: một người bạn của ông, đồng thời cũng là một người thổi saxophone, tên là Frankie Trumbauer gợi ý: "Sao cậu không thử viết một ca khúc tên 'Georgia'? Có phí bao nhiêu lời để viết về miền Nam đâu." Vì thế, bài hát được cho là viết về tiểu bang.